# Глодениј Гандулуј (Јаши)
Глодениј Гандулуј (рум. Glodenii Gândului) насеље је у Румунији у округу Јаши у општини Цибанешти. Oпштина се налази на надморској висини од 218 m.

## Становништво
Према подацима из 2011. године у насељу је живело 2117 становника.